# Gaboltov
Gaboltov (ungarisch Galbatő – bis 1907 Gábolto) ist eine Gemeinde im Osten der Slowakei mit 528 Einwohnern (Stand 31. Dezember 2024). Sie gehört zum Okres Bardejov, einem Kreis des Prešovský kraj, und wird zur traditionellen Landschaft Šariš gezählt.

## Geographie
Die Gemeinde befindet sich im nordwestlichen Teil der Niederen Beskiden, noch genauer im Bergland Ondavská vrchovina, im Tal des Baches Kamenec im Einzugsgebiet der Topľa, nahe der Staatsgrenze zu Polen. Nördlich des Ortes erhebt sich der 1002 m n.m. hohe Berg Busov im gleichnamigen Gebirge. Das Ortszentrum liegt auf einer Höhe von 428 m n.m. und ist 15 Kilometer von Bardejov entfernt.
Nachbargemeinden sind Petrová im Norden, Cigeľka im Nordosten, Nižný Tvarožec im Osten, Sveržov im Süden, Kurov im Südwesten und Westen und Krynica-Zdrój (Ortschaft Muszynka, PL) im Nordwesten.

## Geschichte

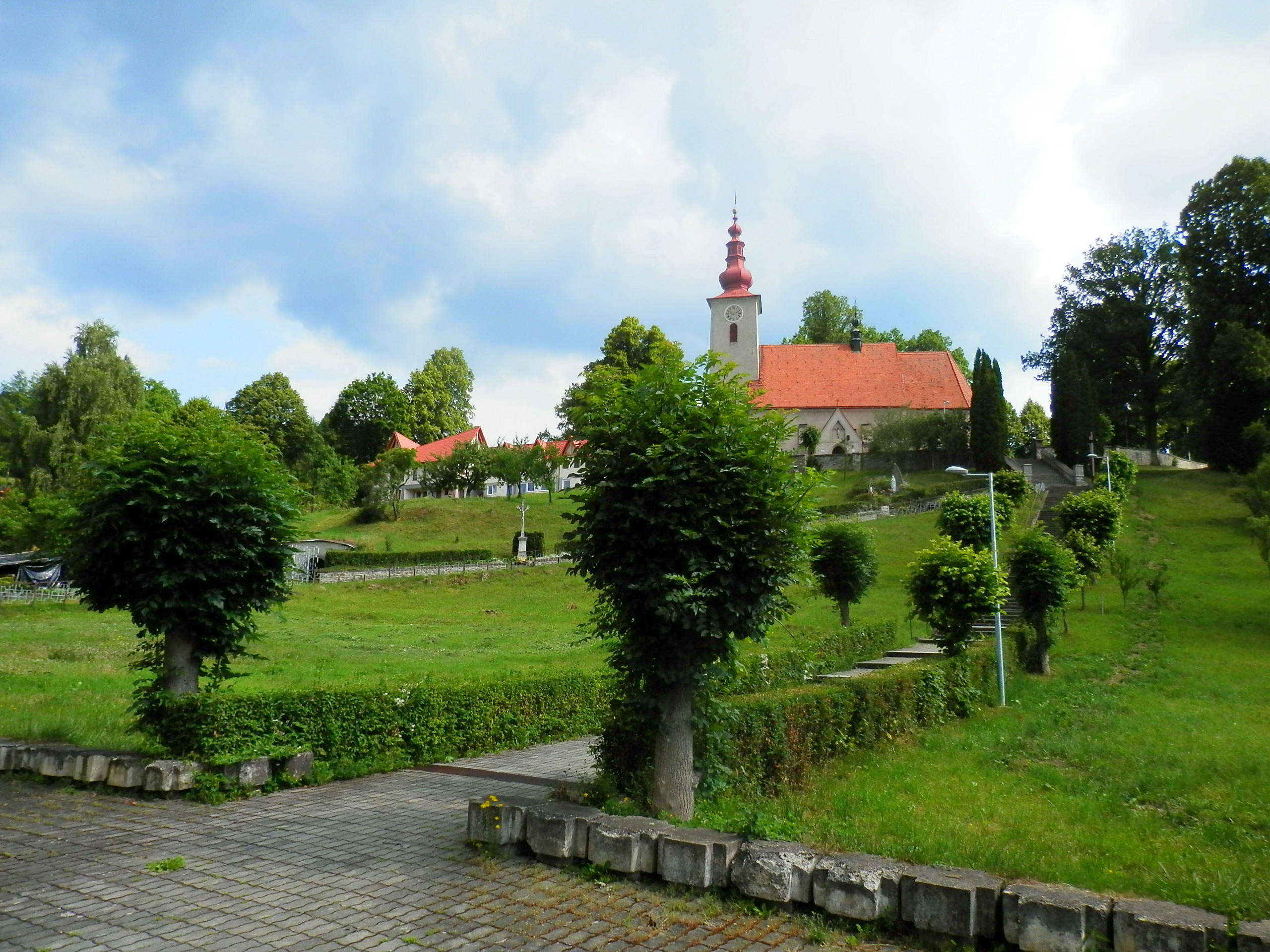
Kirche

Gaboltov wurde zum ersten Mal 1247 als Gyboltho schriftlich erwähnt, als in der Gegend Ritter des Heiligen Grabes (cruciferi) anwesend waren und hier ein Kloster hatten, jedoch den Ort in der zweiten Hälfte des 13. Jahrhunderts aus unbekannten Gründen verließen. Weitere historische Bezeichnungen sind unter anderen Guebold (1277), Galbathew (1492), Gaboltho (1618) und Gaboltow (1773). Im Ort gab es eine königliche Mautstelle, 1355 erhielt die Familie Cudar den Ort als Lehen. 1427 wurden in Gaboltov 39 Porta verzeichnet, war damals Teil der Herrschaft der Burg Makovica und entwickelte sich als Marktflecken. Ende des 15. Jahrhunderts verwüstete ein polnisches Heer Gaboltov.
Im 17. Jahrhundert gab es vorwiegend Hopfenanbau und Viehhaltung im örtlichen Großgut. 1787 hatte die Ortschaft 105 Häuser und 675 Einwohner, 1828 zählte man 120 Häuser und 928 Einwohner. die als Kürschner, Landwirte und Weber beschäftigt waren. Im 18. und 19. Jahrhundert besaßen die Familien Aspremont und Erdődy Gutsanteile.
Bis 1918 gehörte der im Komitat Sáros liegende Ort zum Königreich Ungarn und kam danach zur Tschechoslowakei beziehungsweise heute Slowakei. Nach dem Zweiten Weltkrieg arbeitete ein Teil der Einwohner in Industriebetrieben in Bardejov, die örtliche Einheitliche landwirtschaftliche Genossenschaft (Abk. JRD) wurde im Jahr 1958 gegründet.

## Bevölkerung
| Jahr                | 1994 | 2004     | 2014    | 2024    |
| ------------------- | ---- | -------- | ------- | ------- |
| Anzahl der Personen | 465  | 520      | 510     | 528     |
| Unterschied         |      | +11,82 % | −1,92 % | +3,52 % |

| Jahr                | 2023 | 2024    |
| ------------------- | ---- | ------- |
| Anzahl der Personen | 523  | 528     |
| Unterschied         |      | +0,95 % |

Nach der Volkszählung 2011 wohnten in Gaboltov 509 Einwohner, davon 484 Slowaken, sechs Russinen und zwei Ukrainer. 17 Einwohner machten keine Angabe zur Ethnie.
453 Einwohner bekannten sich zur römisch-katholischen Kirche, 20 Einwohner zur griechisch-katholischen Kirche, 15 Einwohner zur orthodoxen Kirche und ein Einwohner zur evangelisch-methodistischen Kirche. Vier Einwohner bekannten sich zu einer anderen Konfession, zwei Einwohner waren konfessionslos und bei 14 Einwohnern wurde die Konfession nicht ermittelt.

## Bauwerke
- römisch-katholische Adalbertkirche aus der zweiten Hälfte des 14. Jahrhunderts, 1715 im Barockstil umgebaut, Wallfahrtsort im Erzbistum Košice[6]

## Verkehr
Durch Gaboltov führt die Straße 3. Ordnung 3475 von Tarnov (Anschluss an die Straße 1. Ordnung 77) nach Frička.